# Erupción del Monte Marapi de 2023
El 3 de diciembre de 2023, el Monte Marapi, un volcán complejo en la isla indonesia de Sumatra, entró en erupción, lanzando cenizas a una altitud de hasta 3.000 metros (10.000 pies) en el aire y depositando grandes cantidades de ceniza volcánica en distritos cercanos. Veinticuatro excursionistas fueron encontrados muertos cerca del cráter del volcán.

## Erupción
El monte Marapi entró en erupción. La erupción arrojó cenizas a una altitud de hasta 3.000 metros (10.000 pies) en el aire y se depositó ceniza volcánica en varios distritos cercanos. Hubo un total de 46 erupciones y 66 explosiones observadas desde el puesto de observación del volcán los días 3 y 4 de diciembre.
Varias ciudades de Sumatra Occidental, como Padang Panjang y Bukittinggi, así como las regencias de Pasaman y Pasaman Occidental, recibieron ceniza volcánica. La erupción duró cuatro minutos y registró 30 mm (1,2 pulgadas) como amplitud máxima en un sismógrafo.
El 22 de diciembre el volcán volvió a entrar en erupción emitiendo ceniza volcánica que obligó a cancelar vuelos en el Aeropuerto Internacional de Minangkabau.

## Daños y víctimas
La erupción se produjo mientras muchos escaladores se encontraban en las laderas de la montaña. De los 75 excursionistas que escalaron la montaña el 2 de diciembre, 49 fueron evacuados, tres fueron encontrados vivos y rescatados, y 24 fueron encontrados muertos; doce de los supervivientes resultaron heridos.
Las víctimas mortales fueron encontradas cerca del cráter del volcán, mientras que la búsqueda de otros excursionistas desaparecidos se vio interrumpida por erupciones esporádicas, siendo recuperado el cuerpo de la última víctima mortal el 6 de diciembre. 
Las víctimas mortales sufrieron quemaduras graves que impidieron la identificación facial, mientras que algunos de los supervivientes sufrieron quemaduras y fracturas. Un excursionista recordó que no había notado ninguna advertencia de que el volcán iba a hacer erupción, aparte de encontrarse con un grupo de monos que gritaban frenéticamente cuando su grupo llegaba a la base del volcán en su descenso.